# Гельга Шультце
Гельга Шультце (нім. Helga Schultze; 2 лютого 1940 — 12 вересня 2015) — колишня німецька тенісистка.
Найвищу одиночну позицію світового рейтингу — 5 місце досягла 1964 року.
Найвищим досягненням на турнірах Великого шолома був фінал в парному розряді.
Завершила кар'єру 1975 року.

## Фінали турнірів Великого шолома

### Парний розряд (1 поразка)
| Результат | Рік  | Турнір            | Покриття | Партнерка    | Суперниці                        | Рахунок  |
| --------- | ---- | ----------------- | -------- | ------------ | -------------------------------- | -------- |
| Поразка   | 1964 | Чемпіонат Франції | Ґрунт    | Норма Байлон | Маргарет Корт Леслі Тернер Боурі | 3–6, 1–6 |